# Ariel Rubinstein
Ariel Rubinstein (nacido el 13 de abril de 1951) es un economista israelí que trabaja en Teoría de juegos. Estudió matemáticas y economía en la Universidad Hebrea de Jerusalén, 1972-1979. Actualmente es profesor de economía en la Escuela de Economía de la Universidad de Tel Aviv y en el Departamento de Economía de la Universidad de Nueva York.
En 1982 publicó "Equilibrio perfecto en un modelo de negociación" ("Perfect equilibrium in a bargaining model", Econometrica 50/1, 97-109), una importante contribución a la teoría de negociación. Modeló la negociación entre dos agentes como un juego en forma extensiva con información completa, en el que los jugadores realizan alternativamente sus ofertas.El supuesto fundamental es que los agentes son impacientes. El resultado principal aporta condiciones bajo las que el juego tiene un único equilibrio perfecto en subjuegos, caracterizando este equilibrio.

## Libros
- Bargaining and Markets, con Martin J.Osborne, Academic Press 1990
- A Course in Game Theory, with Martin J. Osborne, MIT Press, 1994.
- Modeling Bounded Rationality, MIT Press, 1998.
- Economics and Language, Cambridge University Press, 2000
- Lecture Notes in Microeconomic Theory: The Economic Agent, Princeton University Press, 2006

(Cuatro de los cinco libros están disponibles para su descarga gratuita.)